# Jabir ibn Aflah

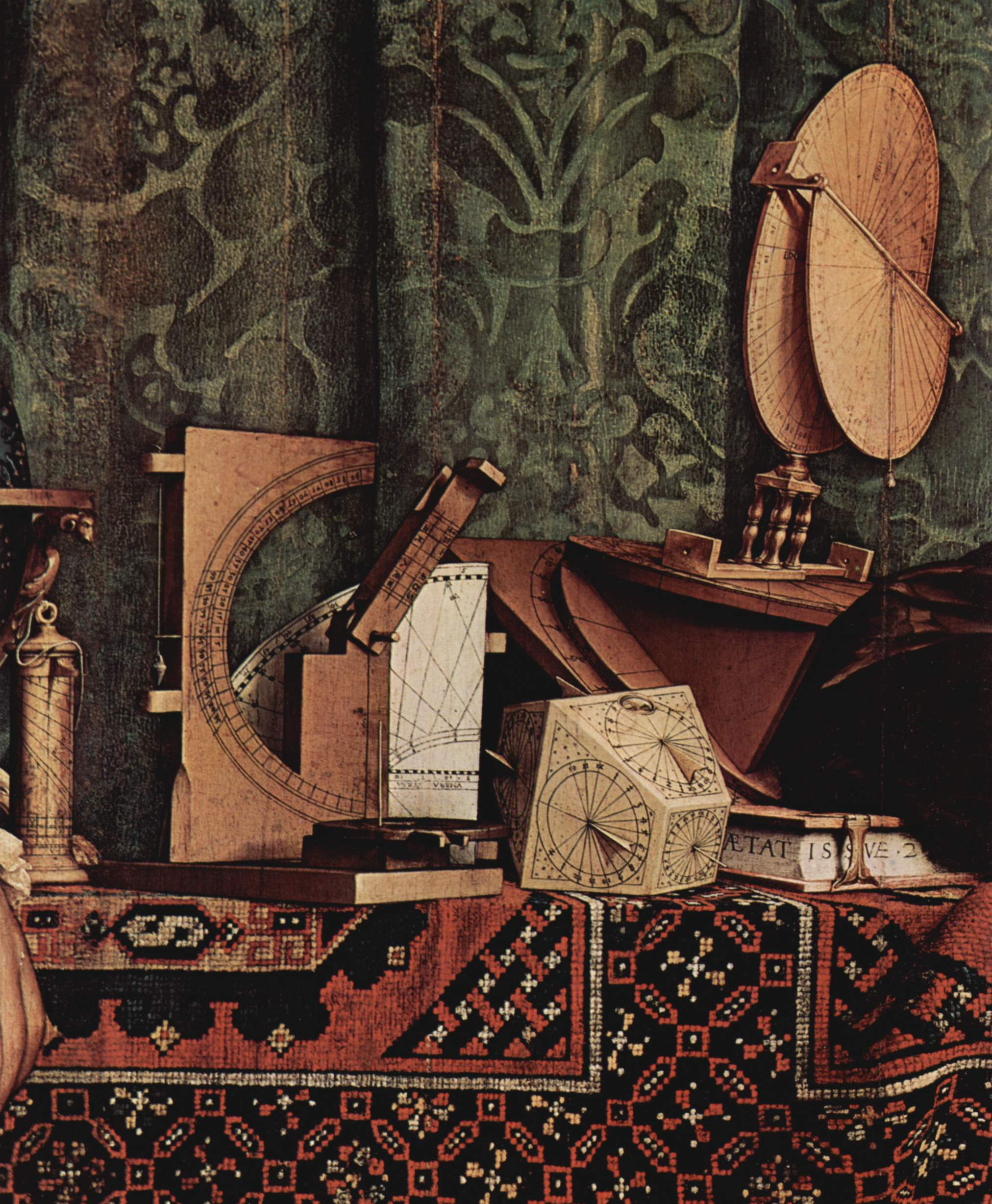
Torquetum, dispozitiv inventat de Jabir ibn Aflah

Abū Muḥammad Jābir ibn Aflaḥ (în arabă: أبو محمد جابر بن أفلح‎, în latină: Geber/Gebir; 1100–1150) a fost un astronom și matematician musulman din Sevilla.
Lucrarea sa Iṣlāḥ al-Majisṭi ("Corectare la Almageste") avea să exercite o influență majoră asupra astronomiei de mai târziu.
A efectuat descoperiri importante în domeniul trigonometriei și al geometriei sferice.
Astfel, pentru triunghiurile sferice a obținut formula:
{\displaystyle \cos \alpha =\cos a\cdot \sin B,}
numită mai târziu, în traducerile latine, formula lui Geber.
O altă relație între elementele unui triunghi sferic dreptunghic pe care a dedus-o este:
{\displaystyle \sin B=\sin C\cdot \cos b.}
În lucrările sale, a atras atenția asupra faptului că rezolvarea unui triunghi, când se dau două laturi și unul din unghiurile opuse, nu este posibilă întotdeauna, acesta putând fi atât unică, cât și dublă.
O altă descoperire a sa o constituie torquetum, un dispozitiv mecanic ce permitea trecerea de la un sistem de coordonate sferice la altul.
Operele sale au fost traduse de Gerardo da Cremona.